# Brand (Markt Indersdorf)
Brand ist ein Gemeindeteil von Markt Indersdorf im oberbayerischen Landkreis Dachau. Die Einöde liegt circa vier Kilometer nordwestlich von Indersdorf und ist über die Kreisstraße DAH 2 zu erreichen.
Der Ort wird um 1750 als „Brandbauer“ bezeichnet.